# Pousthomy
Pousthomy é uma comuna francesa na região administrativa de Occitânia, no departamento de Aveyron. Estende-se por uma área de 17,33 km². Em 2010 a comuna tinha 211 habitantes (densidade: 12,2 hab./km²).